# Flowers on the Wall
Flowers on the wall est une chanson de musique country du groupe les  Statler Brothers. Écrite et composée par le leader du groupe Lew DeWitt, cette chanson a été très populaire en janvier 1966, étant pendant quatre semaines classée numéro 2 au Hot Country Songs du magazine Billboard et numéro  au Billboard Hot 100.
Présente dans la BO du film Pulp Fiction dans sa version originale, cette chanson a notamment été reprise par Nancy Sinatra, fille de Frank Sinatra.